# Огурешников, Сергей Валерьевич
Серге́й Вале́рьевич Огуре́шников (род. 4 апреля 1977, Усть-Каменогорск) — казахстанский хоккеист, вратарь.

## Биография
Сергей Огурешников родился 4 апреля 1977 года в городе Усть-Каменогорск Казахской ССР.
Воспитанник усть-каменогорского хоккея. Чемпион Зимних Азиатских игр 1999 года. Чемпион Зимней Универсиады 1995 года. Серебряный призёр Зимних Азиатских игр 2007 года.
Лучший вратарь Чемпионата мира по хоккею с шайбой 2008 года в первом дивизионе.
У Сергея Огурешникова есть сын Зовут его Антон Огурешников родился 2003 году